# 雷西姆农城堡
雷西姆农城堡（希臘語：Φορτέτζα）是希腊克里特岛雷西姆农的一座城堡，由威尼斯共和国建于16世纪，保存完好，并向公众开放。
雷西姆农城堡为不规则平面，周长1307米，周边有圣尼古拉、圣保罗、圣以利亚、圣路加四座堡垒。
城堡内有数座建筑。苏丹易卜拉欣清真寺，原为圣尼古拉主教座堂。附近的一座建筑，原为主教府。此外还有一些教会建筑。

## 历史
城堡位于旧城堡山（Paleokastro）上，古希腊卫城的原址。在10-13世纪，拜占庭帝国在其东侧建造城堡Castrum Rethemi。威尼斯共和国占领后，名为旧城堡（Castel Vecchio或Antico Castello）。威尼斯统治时期，雷西姆农成为克里特岛第三大城市。1540-1570年，沿海修建了城墙，但仍未能抵御1571年的入侵。
1571年奥斯曼帝国征服塞浦路斯以后，克里特岛成为威尼斯最大的海外据点。威尼斯在雷西姆农山上修建了新城堡，保护城市和港口。工程开始于1573年9月13日，完成于1580年。城堡内设有威尼斯人的行政机构.仅在奥斯曼军队入侵时收容避难的居民。
1646年9月29日，奥斯曼军队包围了雷西姆农。11月13日，威尼斯人向奥斯曼军队投降。到20世纪初，城堡内已经建起许多房屋。这些房屋在二战以后被拆除，城堡内只留下少数历史建筑。

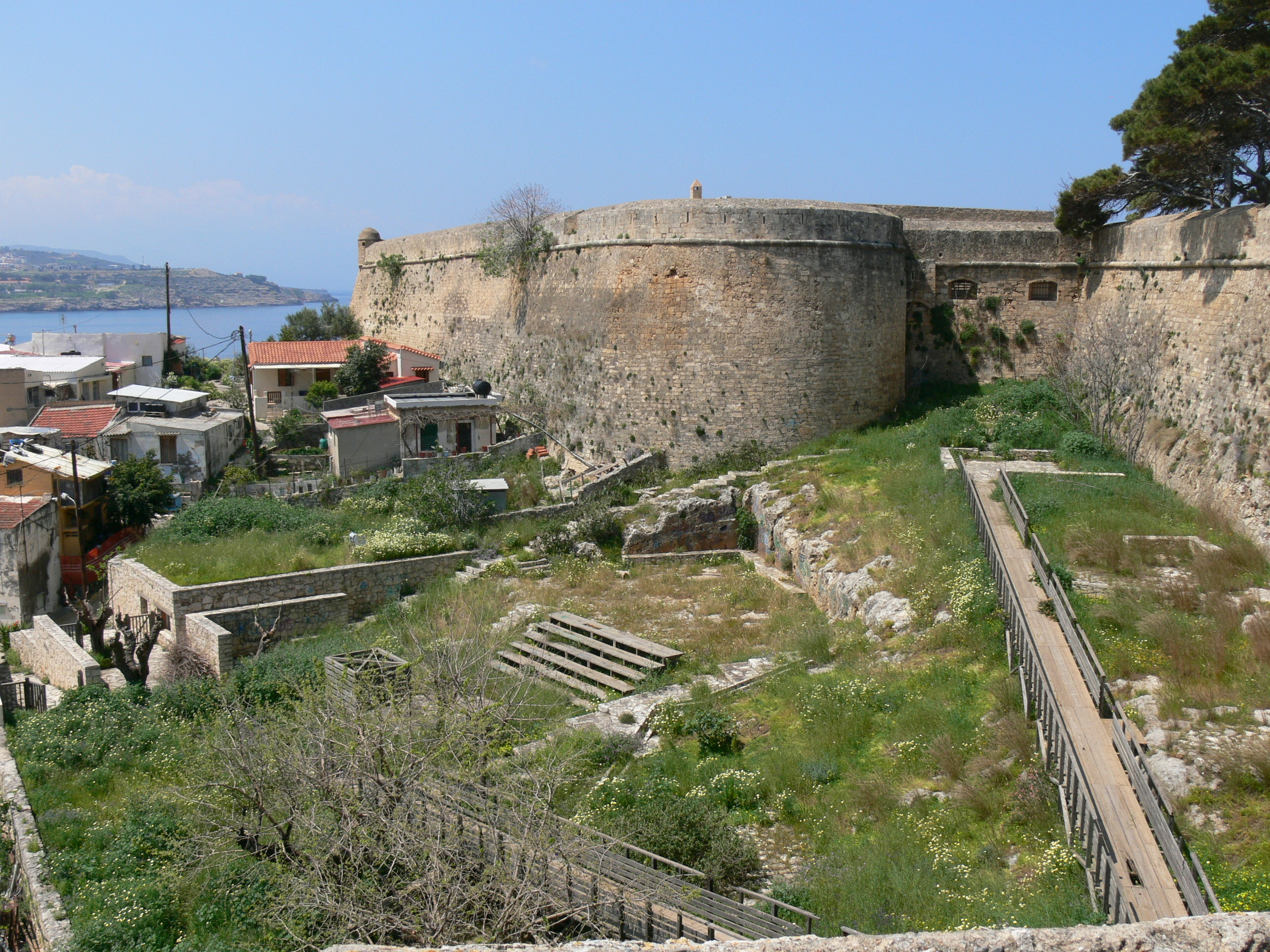
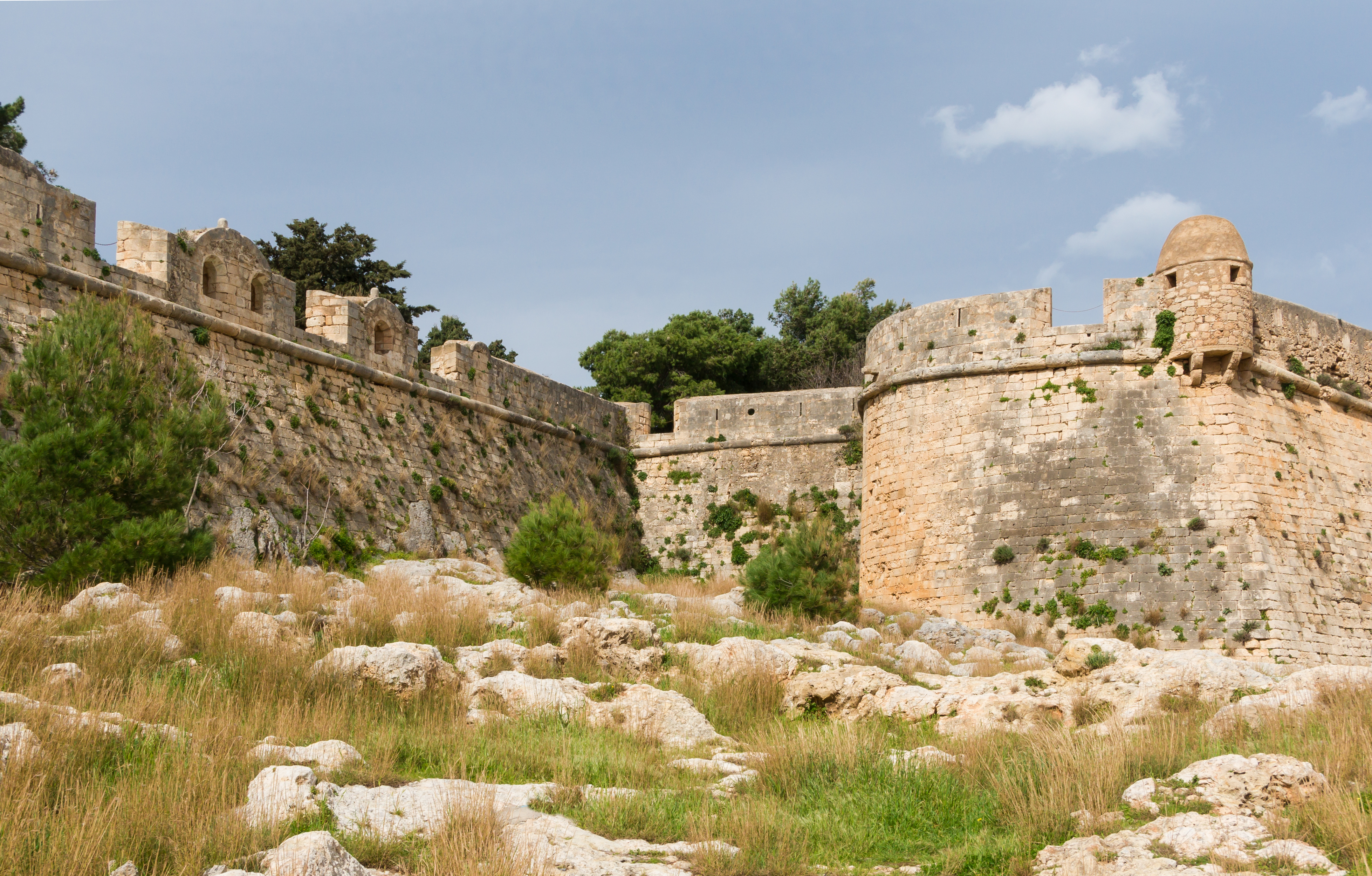
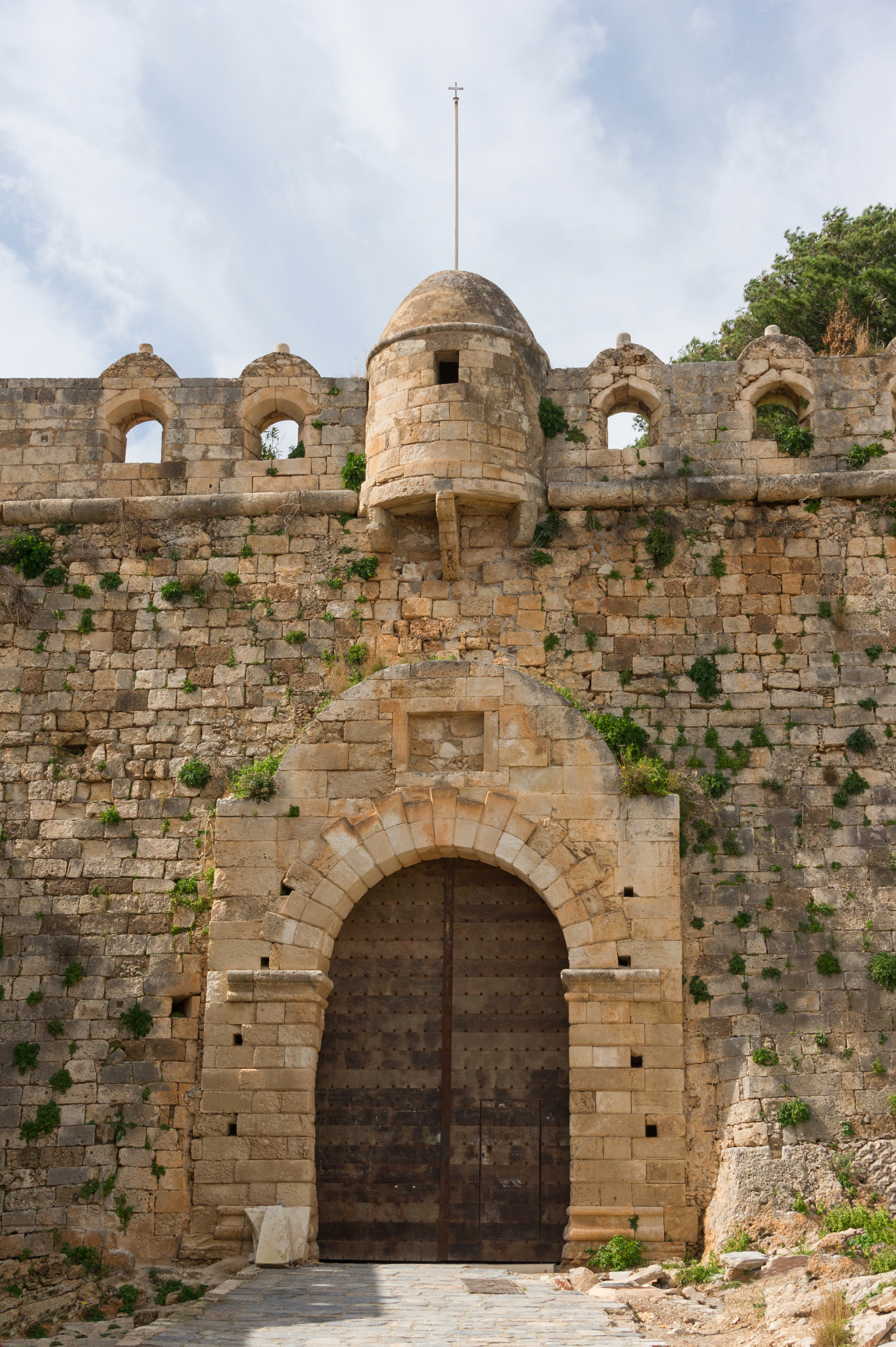
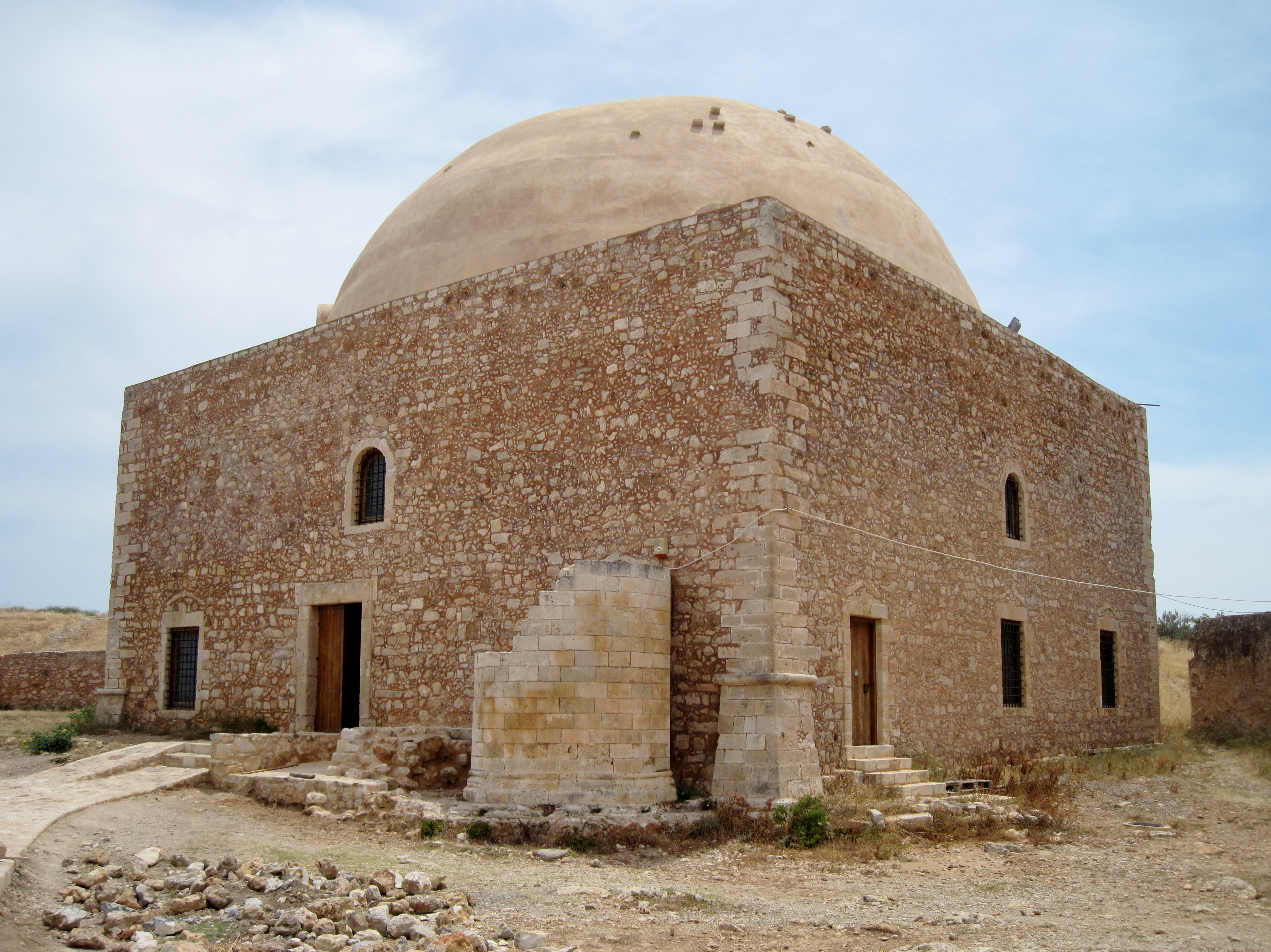